# Empria alector
Empria alector är en stekelart som beskrevs av Benson 1938. Empria alector ingår i släktet Empria, och familjen bladsteklar. Det är osäkert om arten förekommer i Sverige.